# Józef Gościniak
Józef Gościniak pseud. Roman, Nr 2, Stolarz (ur. 16 marca 1895 w Soczewce na Mazowszu, zm. 18 lutego 1976 w Warszawie) – działacz komunistyczny.
Po ukończeniu 3 klas szkoły podstawowej i zawodowych kursów stolarskich w Łodzi pracował jako stolarz w fabryce papieru "Soczewka". W 1920 pod wpływem Piotra Gruszczyńskiego związał się z ruchem komunistycznym. W 1922 wstąpił do KPRP/KPP. Na początku członek, a od 1923 do 1933 sekretarz fabrycznej komórki KPRP/KPP. Redaktor miejscowej gazetki robotniczej w latach 1924–1927; równocześnie członek Zarządu Powiatowego Kasy Chorych w Gostyninie. Działacz Związku Zawodowego Robotników i Robotnic Przemysłu Papierniczego w Polsce, od 1925 do 1930 przewodniczący miejscowego oddziału tego Związku. Działał też w MOPR. Z powodu swojej działalności został objęty nadzorem policyjnym i kilkakrotnie był aresztowany. W 1934 założył w Gostyninie oddział związku zawodowego budowlańców. Później działał w Warszawie, gdzie w październiku 1939 wraz z Piotrem Gruszczyńskim i innymi zorganizował "grupę praską" (zwaną też "grochowską"), która zainicjowała konspiracyjną działalność komunistów. W mieszkaniu "Stolarza" odbywały się zebrania tej grupy i przez jakiś czas odbijano na maszynie drukarskiej pismo "Wieści ze Świata". W 1940 "grupa praska" porozumiała się z "grupą żoliborską" Józefa Balcerzaka, Antoniny Sokolicz i Kazimierza Grodeckiego, a wiosną 1941 połączyła się z nimi w Stowarzyszenie Przyjaciół ZSRR. Gościniak należał do ścisłego kierownictwa Stowarzyszenia, będąc m.in. zastępcą dowódcy "Gwardii Robotniczej". Od jesieni 1941 ukrywał się. We wrześniu 1944 wstąpił do PPR i współorganizował posterunek MO na Targówku-Osiedlu i urząd gminny na Bródnie. 1945–1950 był wójtem gminy Bródno. Był również miejscowym sekretarzem PPR. 1950–1956 był majstrem budowlanym m.in. w Warszawskim Przedsiębiorstwie Remontowo-Budowlanym, gdzie był członkiem POP i Rady Zakładowej. Od 1956 jako emeryt był społecznym pracownikiem Terenowej Organizacji PZPR dzielnicy Ochota, której przez pewien czas był sekretarzem. Działał również w miejscowym kole ZBoWiD. Był odznaczony m.in. Orderem Sztandaru Pracy II klasy i Krzyżem Komandorskim Orderu Odrodzenia Polski.